# Autorretrato con escena alquímica
Autorretrato con escena alquímica es una pintura de Pieter van Laer, pintor holandés que fue largamente activo en Roma bajo el sobrenombre de Bamboccio.

## Historia
Hasta 1972 el cuadro formó parte de la colección de los De Torres-Dragonetti, familia noble residente en L'Aquila. Introducido en el mercado anticuario, después de varios propietarios el cuadro fue adquirido en 2005 por los cónyuges neoyorquinos Thomas y Daphne Kaplan e incluido en su The Leiden Collection, una colección de pinturas holandesas del siglo XVII.
La obra pertenece a cierta temática, que en Roma tuvo cierto éxito, dedicada a la representación de escenas alquímicas y de brujería. El artista más activo en este campo fue Angelo Caroselli, pintor del cual - o de sus alumnos - han perdurado lienzos dedicados a la nigromancia. Con toda probabilidad estos precedentes, evidentemente conocidos por Bamboccio, proporcionaron al pintor holandés un punto de referencia para su autorretrato alquímico, como demuestran algunas escenas nigrománticas similares de Caroselli y su círculo.
Más pinturas de esta procedencia - entre las cuales una del alumno de Caroselli Pietro Paolini - aparecen como precedentes próximos al cuadro de Van Laer. La calavera sobre las brasas ardientes, el terror de los protagonistas de la escena, el acercamiento del diablo, cuyas garras entran en el encuadre pictórico, aparecen tanto en los ejemplos carosellianos como en el autorretrato del artista holandés.

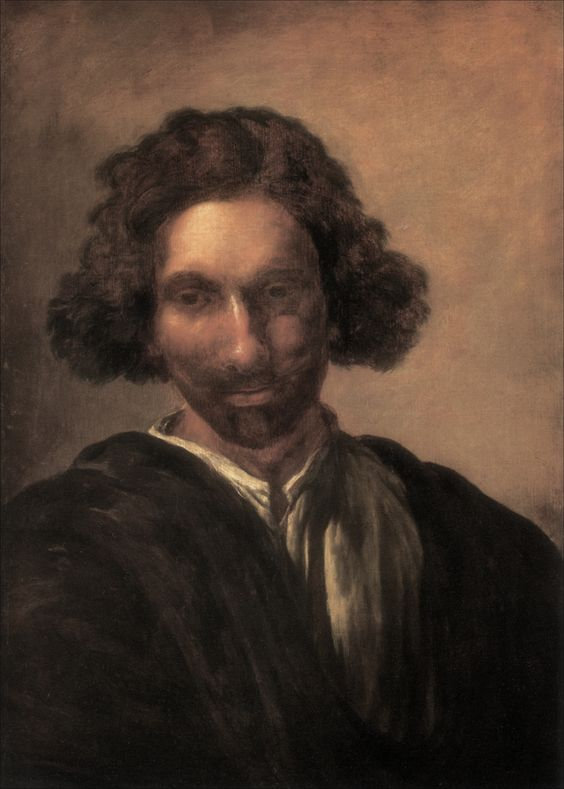
Pieter van Laer, Autorretrato, 1630-1635, Florencia, Uffizi.

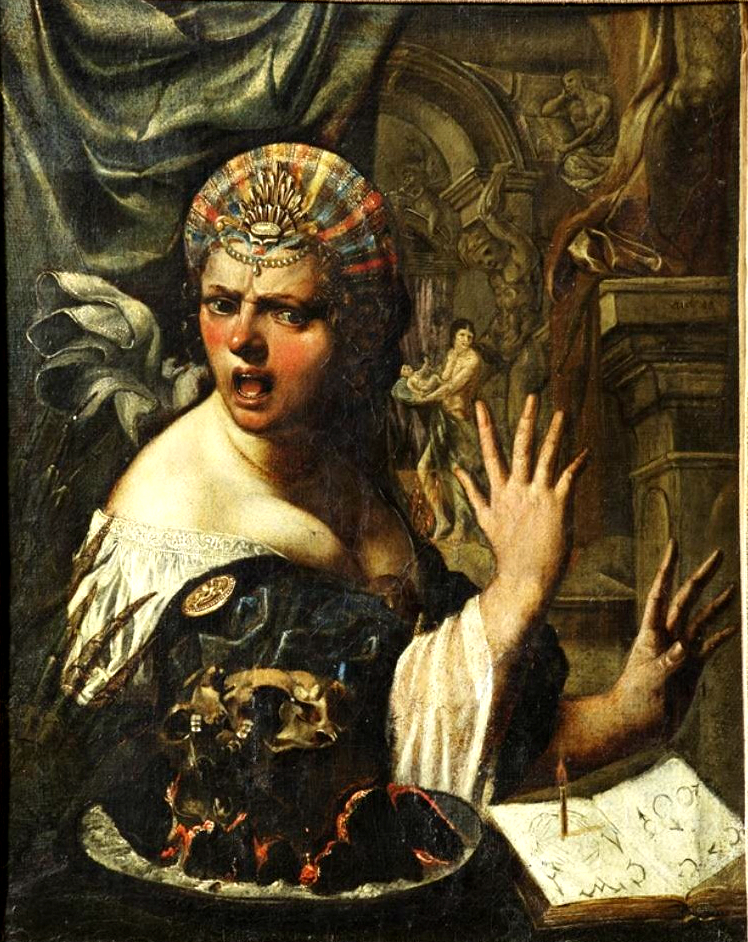
Angelo Caroselli, Nigromante o Bruja, 1620-1630, Ancona, Pinacoteca Francesco Podesti.
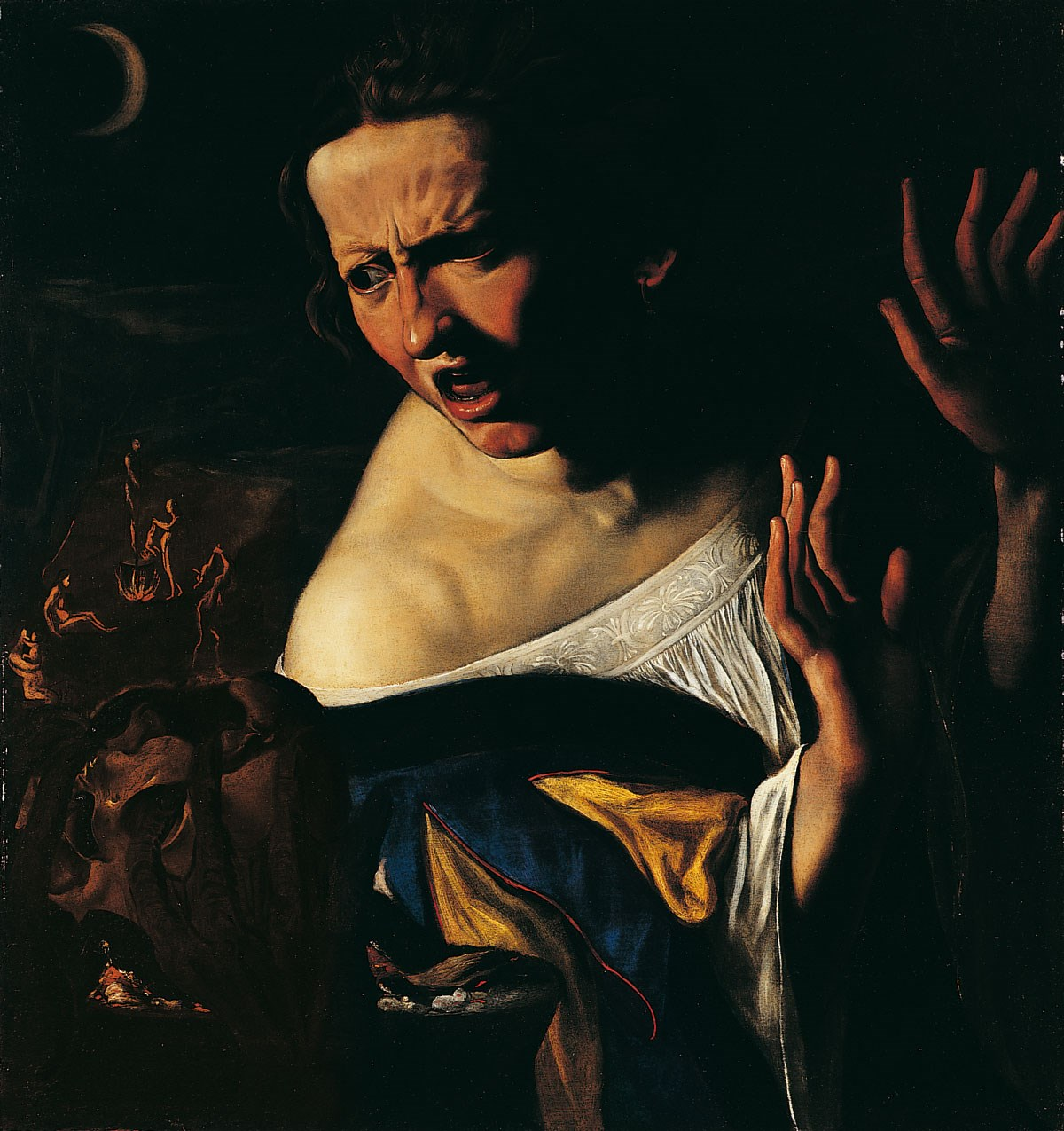
Angelo Caroselli, Escena de brujería, 1620-1630, colección privada.
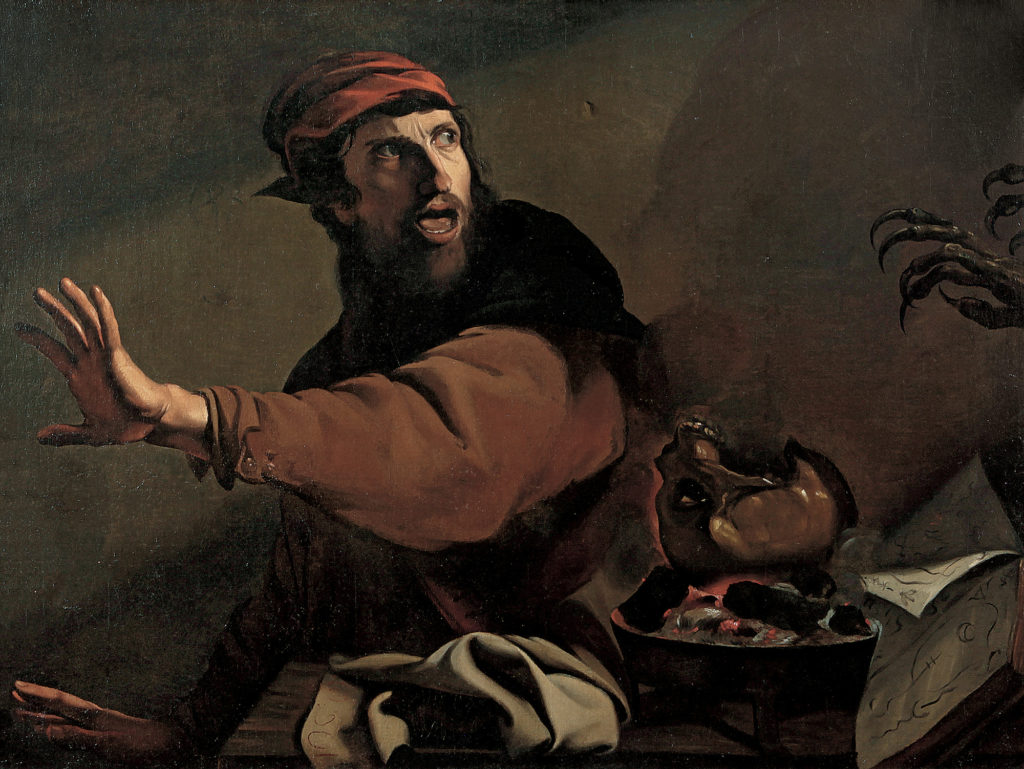
Pietro Paolini, Nigromante, 1630 ca., colección privada.

La obra está firmada sobre el pentagrama en el centro de la mesa donde en la esquina superior izquierda se lee "P. V. Laer".
Que se trata de un autorretrato se aprecia al comparar al protagonista de la escena con el autorretrato de Van Laer conservado en los Uffizi.
La pintura se fecha solo en base a consideraciones estilísticas y nada se conoce sobre las circunstancias de su realización. Es probable que no fuera producto de un encargo, sino ejecutada para propio placer del pintor.

## Descripción y estilo

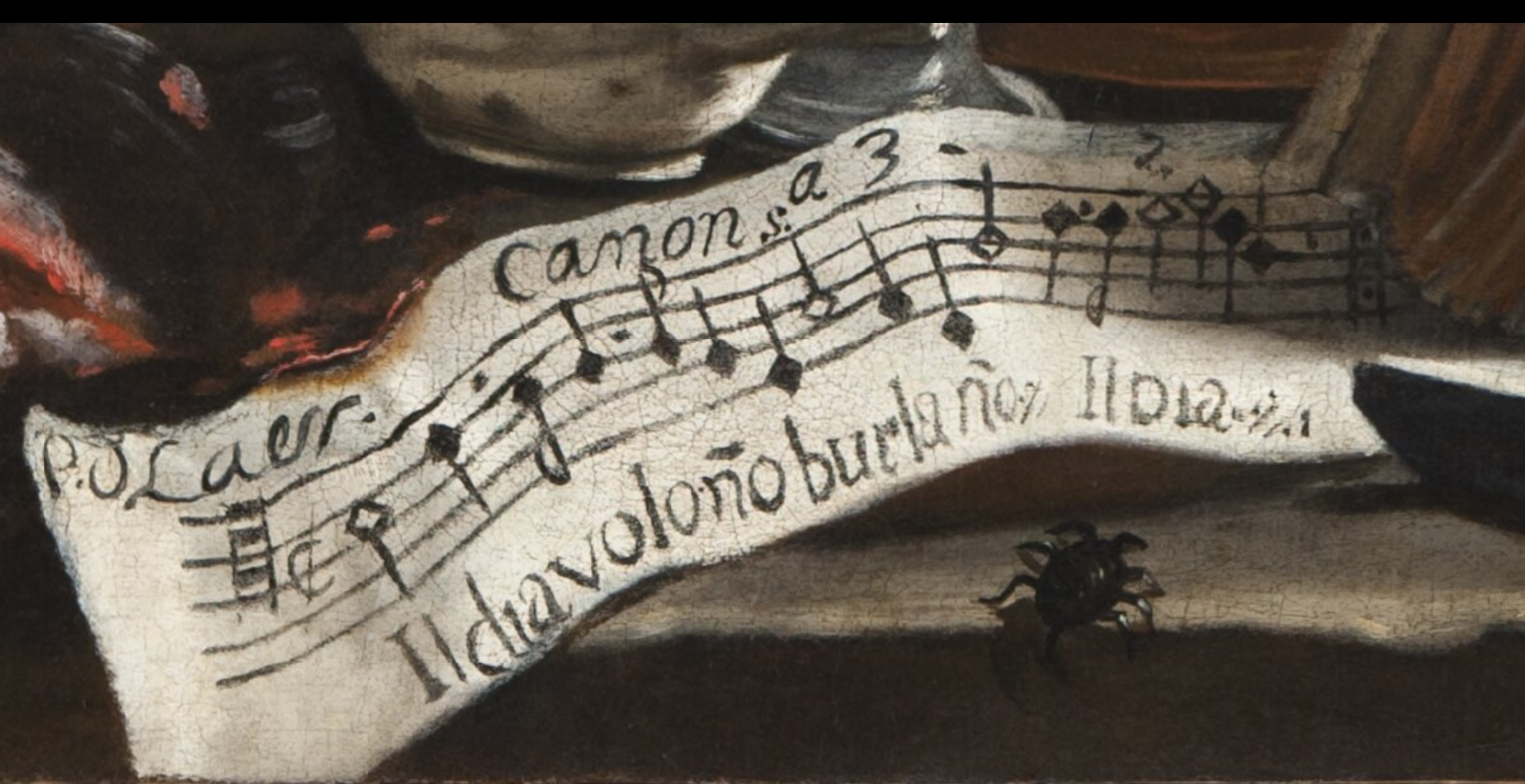
Detalle: el canon a tres voces con la firma de Van Laer.

El autorretrato de Van Laer aparece sentado a una mesa cargada de objetos utilizados para un rito nigromante. La ya citada calavera sobre las brasas, una taza donde se aprecia un líquido rojizo - quizás sangre o el ingrediente de un experimento alquímico -, un cuchillo ritual (denominado athame por los wiccanos), un vaso con insectos negros en su interior y luego una vela, recién apagada ante la presencia maligna, un libro con misteriosos símbolos esotéricos como un corazón clavado con una daga, tal vez sugiriendo un conjuro amoroso, y un pentáculo, es decir la estrella de cinco puntas a menudo asociada a cultos satánicos. Un papel enrollado del que se derraman algunas semillas es quizás una alusión a la parábola evangélica de la cizaña, por tanto a la acción nefasta del Diablo. Finalmente, en el centro de esta singular naturaleza muerta hay un pentagrama sobre el que (además de la firma del pintor) hay escrito "canon a 3" (un canon a tres voces) y abajo "Il diavolo nó burla" (El Diablo no bromea).
Bajo el pentagrama hay una gruesa araña, asociada a las fuerzas demoníacas en la cultura popular del sur de Europa.

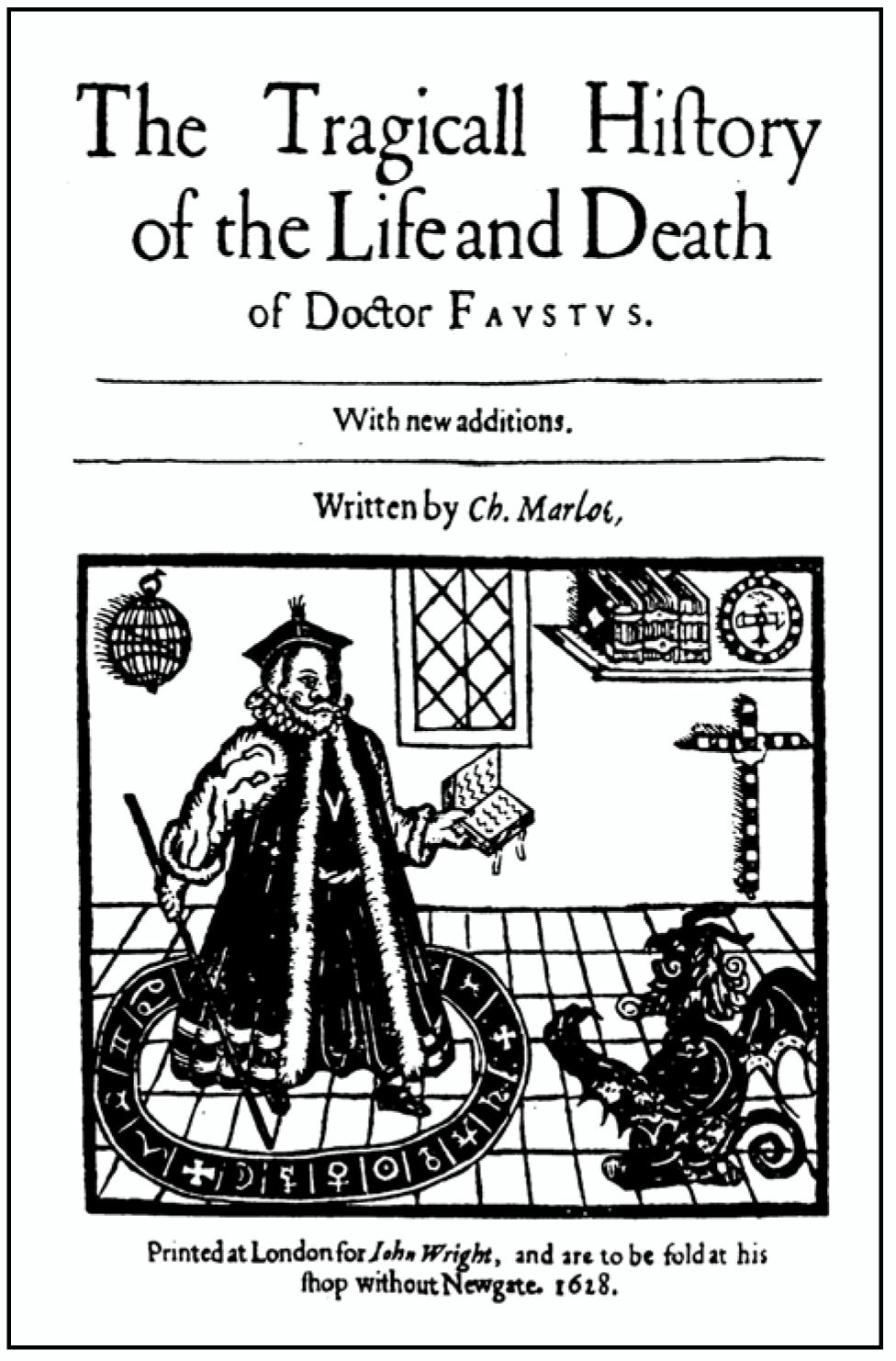
Ilustración de 1628 del Doctor Fausto de Christopher Marlowe.

La secuencia de notas de la partitura- que podría haber sido ideada por el mismo Van Laer, músico aficionado - forma un tritono melódico, elemento compositivo que en las teorías musicales medievales se denominaba diabolus in música y asumía un valor misterioso y maléfico. La composición así pues, una especie de banda sonora de la escena, está bien asociada a las palabras del texto musicalizado que advierten sobre el hecho de que el diablo no bromea.
Y es precisamente el motivo musical lo que sintetiza el significado último de la pintura. El demonio, imprudentemente invocado con el rito nigromántico, se asoma a la escena: a la derecha entran en el encuadre las aterradoras garras de un demonio esquelético que están a punto de apoderarse del pintor. Este, obviamente aterrorizado, estalla en un desesperado grito de pavor.

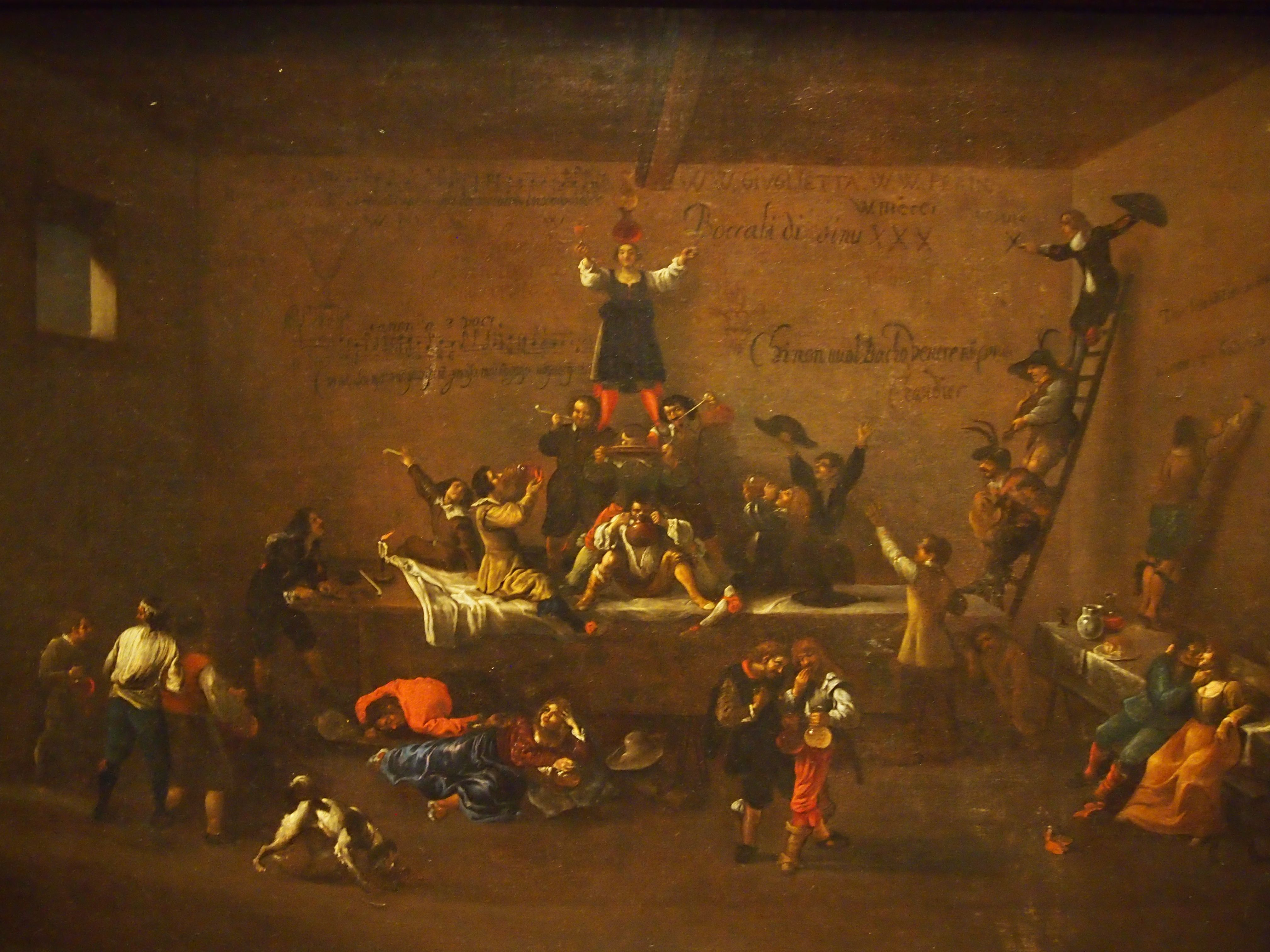
Roeland van Laer, Bentvueghels en la taberna, 1626 ca., Roma, Museo de Roma.

El tema de la pintura de Van Laer también muestra una conexión con la tragedia teatral La trágica historia del doctor Fausto, impresa por Christopher Marlowe a finales del siglo XVI. Especialmente, el autorretrato de Bamboccio evocaría la escena final de la tragedia, cuando, al final del tiempo convenido, el desesperado Fausto es alcanzado por el Diablo que viene a tomar su alma entregada hace años a cambio de conocimiento. 
Además de la afinidad temática con la obra de Marlowe, se nota asimismo una cierta proximidad de la composición de Van Laer con algunas ilustraciones del siglo XVII del Fausto y especialmente, pero no solo, en el detalle del diablo que se adelanta hacia quien lo convocó precipitadamente, mostrando garras amenazadoras.

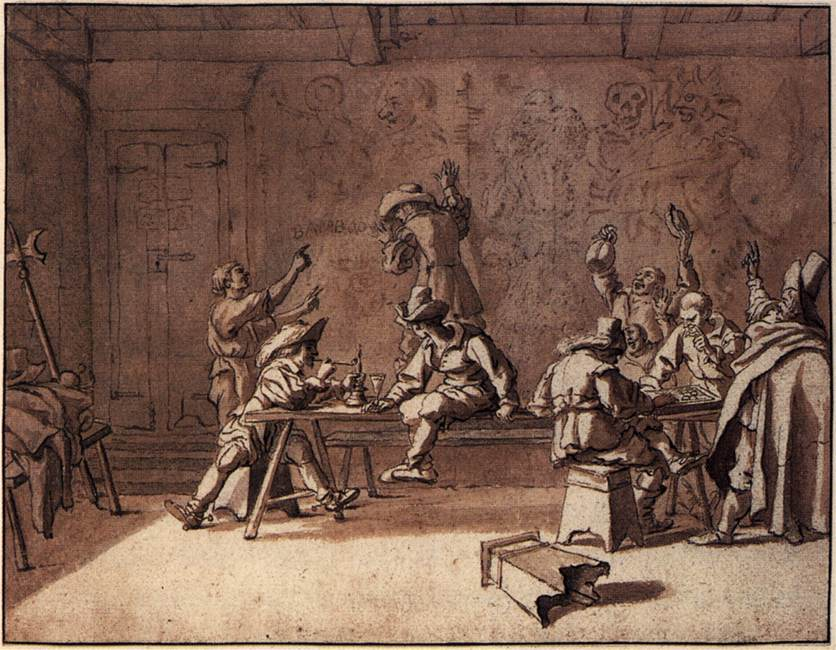
Pieter van Laer, Bentvueghels en una taberna romana, 1625 ca., Berlín Gemäldegalerie de Berlín.

Sin embargo, más allá de la ambientación terrorífica, quizás la de Van Laer es solo una parodia de las terribles escenas de nigromancia de Caroselli.
La decisión de asignarse a sí mismo el papel del nigromante apunta en esa dirección. Bamboccio era de hecho bien conocido en las tabernas de Roma por su tendencia a la juerga goliardesca en compañía de los miembros de los Bentvueghels, es decir la pandilla de pintores nórdicos residentes en la ciudad, reconocida por sus excesos. Precisamente en el ambiente de los Bentvueghels eran corrientes las declinaciones goliardescas de los temas esotéricos, como lo demuestran algunas obras del mismo Pieter van Laer así como de su hermano Roeland.
De este último se conserva en Roma una movida escena de taberna donde sobre las paredes del local se ven dibujados el mismo corazón clavado que aparece en el autorretrato neoyorquino de Pieter. También en la misma pared está escrita la partitura de un canon a tres voces. 
También se conserva un dibujo de Bamboccio de análoga ambientación donde sobre la pared de la taberna aparecen dibujadas la Muerte y demonios con garras que recuerdan al que se observa en el autorretrato de la Leiden Collection.
En resumen, la verdadera clave de la obra podría ser lo grotesco y burlón, mostrando a un nigromante improvisado y chapucero - el tácito "aprendiz de brujo" - que se mete cómicamente en problemas por su inexperiencia.